# Kroatiska folkpartiet – liberaldemokraterna
Kroatiska folkpartiet – liberaldemokraterna (kroatiska: Hrvatska narodna stranka – liberalni demokrati, förkortat HNS) är ett liberalt parti i Kroatien. Partiet bildades 2005 genom samgående av Kroatiska folkpartiet (Hrvatska narodna stranka) (grundat 1990) och Liberaldemokraterna (Liberalni demokrati) (grundat 2002). Partiet ingick i Kuckeliku-koalitionen som gick segrande ur det kroatiska parlamentsvalet 2011 och styrde Kroatien fram till 2016. 
Partiet hade, genom Stjepan Mesić, presidentposten 2000-2010 och satt med i regeringen 2000-2003. Sedan 2017 ingår HNS i Andrej Plenković konservativa regering. 
HNS är associerad medlem av Europeiska liberala, demokratiska och reformistiska partiet (ELDR) och Liberala internationalen. 